# Sverigeflyg Holding
Sverigeflyg var ett svenskt företag helägt av Braathens Aviation sedan 2011 som tillsammans med lokala delägare startade upp och driver regionala bolag, där främsta syftet är att få igång konkurrens på flygmarknaden och därmed sänka priserna. Bolagen som har startats är Blekingeflyg, Gotlandsflyg, Kalmarflyg, Kullaflyg, Sundsvallsflyg, Flysmaland. Tidigare bolag var Wings of Bornholm, avvecklat på grund av dålig lönsamhet, och Östersundsflyg, som 2010 upphörde med trafiken efter ekonomiska problem. Från och med årsskiftet 2012/2013 ingår även Golden Air som samtidigt blev ombildat till flygresearrangörer för linje Trollhättan-Stockholm Bromma. De lokala bolagen är egentligen inga flygbolag, utan flygresearrangörer som hyr in andra flygbolag som sedan får trafikera linjen. Sverigeflygs bolag hyrde in flygplan och piloter från Braathens Regional, innan 2013 kallat Golden Air och NextJet. 29 februari 2016 bildade Braathens Regional ett gemensamt flygbolag tillsammans med Sverigeflyg och Malmö Aviation under namnet BRA (Braathens Regional Airlines). 
Sverigeflyg hade sitt huvudkontor i Visby på Gotland, Sverige.

## Historia
- 2001 - Gotlandsflyg AB startas av Roger Albrecht (VD), Jan Havossar, Michael Juniwik och Pigge Werkelin för att öka konkurrensen på flygningarna mellan Gotland och Stockholm. Rutter: Visby-Stockholm/Bromma, Visby Göteborg och Visby-Malmö (alla rutter flygs året runt). Periodvis har bolaget flugit Visby-Stockholm/Arlanda. Aktuella sommarlinjer 2015 är Visby-Ängelholm,Visby- Umeå, Visby-Helsingfors och Visby-Sundsvall.
- 2003 - Kullaflyg startar med flygverksamhet mellan Ängelholm och Stockholm/Bromma. Flyger även rutterna: Ängelholm-Visby och Ängelholm-Mora/Sälen (vinter&vår). 2012 öppnade Kullaflyg verksamhet även på Halmstad flygplats, se längre ned på sidan.
- 2005 - Sundsvallsflyg startar sin verksamhet med linjen Sundsvall/Midlanda - Stockholm/Bromma
- 2006 - Blekingeflyg tog över rutten Ronneby - Stockholm/Bromma från Stockholmsplanet. Blekingeflyg flög tidigare rutten Ronneby-Gdansk (Rutten blev nedlagd 2008), Ronneby-Visby (sommar).
- 2007 - Kalmarflyg etableras. Rutt: Kalmar-Stockholm/Bromma.
- 2007 - Flysmaland etableras. Rutter: Växjö-Stockholm/Bromma, Växjö-Vilnius (nedlagd), Växjö-Berlin/Tegel (nedlagd)
- 2007 - Förvärv av flygbolaget Avitrans Nordic AB, vilket skapar möjlighet att flyga på egen kod. Sverigeflyg köper även 8 st Saab 340.
- 2009 - Östersundsflyg startades. Rutt: Åre Östersund - Stockholm/Bromma. Östersundsflyg har upphört.
- 2011 - Majoriteten av aktierna i Sverigeflyg köps av Braathens Aviation och Sverigeflyg blir systerföretag med Malmö Aviation.
- 2012 - Kullaflyg öppnar även i Halmstad med linjen Halmstad-Stockholm/Bromma.
- 2013 - Golden Airs linje Trollhättan -Stockholm/Bromma övergår i Sverigeflygs regi.
- 2013 - Styrelsen för Braathens Aviation kommer i konflikt med Michael Juniwik som därmed får avgå efter 12 år som VD för Sverigeflyg och ny VD är Christer Paulsson, tidigare Kullaflyg.
- 2015 - Bolaget har aviserat nytt namn tillsammans med Malmö aviation - BRA.

## Flotta
Sverigeflyg flög med 3 st Saab 2000 och 7 ATR 72-500

## Källhänvisningar
1. 1 2  ”Sverigeflyg Holding AB”. Företagsfakta. Arkiverad från originalet den 19 januari 2022. https://web.archive.org/web/20220119064731/https://www.foretagsfakta.se/Visby/Sverigeflyg_Holding_AB/647595. Läst 3 april 2013.
2. ↑  hämtat från: engelskspråkiga Wikipedia.[källa från Wikidata]
3. ↑  ”Koncernstruktur Sverigeflyg AB”. 121.nu ESEA Invest AB. Arkiverad från originalet den 2 maj 2013. https://archive.is/20130502160924/http://www.121.nu/onetoone/koncernstruktur/Sverigeflyg-AB. Läst 3 april 2013.
4. ↑  ”Årsredovisning 2011”. Braathens Aviation AB. Arkiverad från originalet den 2 april 2015. https://web.archive.org/web/20150402124948/http://www.braathens.se/data/aviation/files/file_element/7ef350a0be860c35b9b4a5983eb24375/201302281337.pdf. Läst 3 april 2013.